# Jérémie Azou
Jérémie Azou (* 2. April 1989 in Avignon, Frankreich) ist ein französischer Leichtgewichts-Ruderer.

## Karriere
Azou begann mit dem Rudersport im Jahr 2003. Bereits drei Jahre später ruderte er im Alter von 17 Jahren bei den Junioren-Weltmeisterschaften 2006 auf den siebten Platz im Doppelzweier der unbeschränkten Gewichtsklasse. Auch in seinem letzten Jahr in der Juniorenklasse startete Azou bei der Junioren-Weltmeisterschaft und belegte Platz 4 im Doppelvierer. 
Abgesehen von einer Teilnahme an den U23-Weltmeisterschaften im Jahr 2011, als er eine Goldmedaille im Leichtgewichts-Einer gewann, startete Azou fortan nur noch im Leichtgewichtsbereich der offenen Altersklasse. Seine erste Teilnahme am Ruder-Weltcup datiert auf das Jahr 2008 in der olympischen Bootsklasse Leichtgewichts-Doppelzweier. Für die Olympiaqualifikation konnte sich Azou dabei aber noch nicht anbieten, so dass er im Leichtgewichts-Doppelvierer bei den Weltmeisterschaften im österreichischen Ottensheim die Silbermedaille gewann.
Im neuen Olympiazyklus ruderte Azou vorwiegend im olympischen leichten Doppelzweier. Gemeinsam mit dem 13 Jahre älteren Ruderer Frédéric Dufour gewann er die Silbermedaille in Posen bei den Weltmeisterschaften 2009 und mit Rémi Di Girolamo die Bronzemedaille bei den Europameisterschaften 2010 in Portugal. Mit beiden Partnern startete er danach jeweils einmal auf den Weltmeisterschaften 2010 und 2011, ohne jedoch das A-Finale zu erreichen. Bei den Regatten des Ruder-Weltcups 2012 fand Azou mit Stany Delayre zurück in die Erfolgsspur, so dass dieses Duo für die Olympischen Sommerspiele 2012 in London nominiert wurde. Mit knapp zwei Sekunden Rückstand auf den Bronzerang belegte der leichte französische Doppelzweier dort den vierten Platz.
Mit dem neuen Partner Delayre ging Azou auch bei den Europameisterschaften 2013 in Sevilla an den Start, er gewann hier mit der Goldmedaille seinen ersten internationalen Titel in der offenen Altersklasse. Zur WM des gleichen Jahres nahm Azou allerdings im leichten Einer Platz und gewann die Silbermedaille hinter dem Dänen Henrik Stephansen. Bei den Europameisterschaften 2014 konnten Delayre und Azou wiederum im leichten Doppelzweier starten und ihren Titel verteidigen. Die Weltmeisterschaften in Amsterdam beendeten sie auf dem Silberrang mit einem Abstand von 0,11 s hinter dem siegreichen Boot aus Südafrika.
Die vorolympische Saison begannen Delayre und Azou mit dem dritten EM-Titel in Serie bei den Europameisterschaften in Posen. Bei den Weltmeisterschaften, die auf den Lac d’Aiguebelette nicht weit entfernt von Azous Heimatstadt Avignon ausgetragen wurden, gewann das französische Duo erstmals den WM-Titel im Leichtgewichts-Doppelzweier. 2016 wechselte Pierre Houin zu Azou in den Leichtgewichts-Doppelzweier. Nach Siegen bei den Weltcup-Regatten in Luzern und Posen gewannen die beiden bei den Olympischen Spielen 2016 in Rio de Janeiro die Goldmedaille. 
Für den Olympiasieg erhielt er Ende 2016 das Ritterkreuz der Ehrenlegion. Bei den Europameisterschaften 2017 siegten Houin und Azou mit über zwei Sekunden Vorsprung vor dem irischen Leichtgewichts-Doppelzweier, bei den Weltmeisterschaften in Florida mit gut einer Bootslänge vor dem italienischen Boot.
Azou startet für den Verein Société nautique d’Avignon in seiner Heimatstadt. Bei einer Körperhöhe von 1,78 m beträgt sein Wettkampfgewicht rund 70 kg.